# András Schiff
Sir András Schiff (Budapest, 21 dicembre 1953) è un pianista e direttore d'orchestra ungherese naturalizzato britannico.

## Biografia
La sua passione per la musica, in particolare per quella cameristica, risale all'infanzia. A cinque anni ebbe la sua prima lezione di pianoforte da Erzsébet Vadász, e successivamente continuò i suoi studi con i professori Pál Kadosa, György Kurtág e Ferenc Rados all'Accademia musicale Franz Liszt di Budapest. Si trasferì poi a Londra, ove prese lezioni da George Malcom.
Nel 2006 ha completato l'esecuzione dal vivo delle 32 sonate per pianoforte di Ludwig van Beethoven, in una lunga serie di applauditi concerti in tutta Europa iniziati alcuni anni prima e spesso preceduti da pubbliche conferenze-concerto in cui analizzava e illustrava i dettagli delle sonate.

## Vita privata
È sposato con la violinista Yūko Shiokawa, con cui ha realizzato svariate incisioni discografiche. La coppia ha casa a Londra, Firenze, Kamakura e Basilea.

## Repertorio
Sir András è uno dei più noti interpreti viventi di Johann Sebastian Bach, cui ha dedicato tutta la vita, registrandone l’integrale dell’opera per tastiera. Si dedica spesso anche all'opera pianistica di Haydn, Mozart, Beethoven, Schubert, Brahms, Chopin, Schumann e Bartòk, di cui è interprete apprezzato e ne ha realizzato numerose incisioni discografiche solistiche o con altri musicisti.
Sir András ha padroneggiato, durante gli anni in conservatorio e la carriera da solista, un vasto repertorio, una parte consistente del quale raramente suonato/diretto in pubblico e/o mai registrato. Ha suonato, ad esempio, tutte le 555 sonate per tastiera di Scarlatti (di cui ha registrato una piccola parte) e un gran numero di opere per orchestra e musica da camera di epoca che spazia dal diciassettesimo al ventesimo secolo. Tuttavia, durante la sua carriera, non ha mai mostrato interesse alcuno verso il suo connazionale Liszt, del quale ha studiato alcune opere che furono definitivamente rimosse dal suo repertorio a partire dalla fine degli anni 70’.

## Concerti e festival
Dal 1989 al 1998 ha diretto un festival di musica da camera, il Musiktage Mondsee. Nel 1995 assieme a Heinz Holliger ha fondato gli Ittinger Pfingskonzerte ("Concerti di pentecoste di Ittingen") nella certosa di Ittingen, in Svizzera. Nel 1999 ha fondato l'orchestra cameristica Cappella Andrea Barca, inizialmente nata per eseguire l'integrale dei concerti per pianoforte di Mozart. Nel 1998 fonda al Teatro Olimpico di Vicenza il festival annuale Omaggio a Palladio. András Schiff e i suoi amici.

### Andrea Barca
Presentato come un fantomatico compositore italiano, al quale è intitolata l’omonima orchestra cameristica, Andrea Barca è in realtà un personaggio immaginario parodico di András Schiff stesso: il suo nome, infatti, è un gioco di parole, poiché corrisponde alla traduzione italiana del nome (András è l'ungherese per "Andrea", Schiff è il tedesco per "barca"); inoltre, la residenza fiorentina di questo personaggio è la stessa del pianista. Esiste anche una breve biografia dell'immaginario compositore, probabilmente redatta da Schiff stesso:

## Premi e riconoscimenti
Grammy Award for Best Instrumental Soloist Performance (senza orchestra):
- Andras Schiff per Bach: Suite inglesi (1990)

## Discografia parziale
- J.S.Bach - Conc. clvc. BWV 1052, 1055, 1056, 1060 - COE/Camerata Bern, 1989/1992, Decca
- Bach - Conc. clvc. BWV 1052-58/1060-1064/1044/Conc. Italiano - COE/Serkin/Canino, 1989/1993, Decca
- Bach - Invenzioni a 2 e 3 voci - 1985, Decca
- Bach - Suite francesi, Concerto italiano, Ouverture francese - 1993, Decca
- Bach - Suite inglesi - 1988, Decca - Grammy Award for Best Instrumental Soloist Performance (without orchestra) 1990
- Bach - Partite - 1984, Decca
- Bach - Il clavicembalo ben temperato, libro I - 1986 Decca
- Bach - Il clavicembalo ben temperato, libro II - 1987 Decca
- Bach - Variazioni Goldberg, Quattro duetti, Fantasia cromatica e fuga - 1983, Decca
- Bach - Opere per pianoforte solo - 1996, Decca
- Bach - Clavicordo - 2023, ECM
- L.v.Beethoven - I concerti per pianoforte e orchestra, con Sächsische Staatskapelle Dresden, diretta da Bernard Haitink - 1997, Teldec
- Beethoven - Le sonate per pianoforte - 2008, ECM
- Beethoven - Le sonate per violino e pianoforte, con Sándor Végh - 1986, Decca
- Beethoven - Musica completa per violoncello e pianoforte, con Miklós Perényi - 2004, ECM
- J.Brahms - Le sonate per clarinetto e pianoforte, con Jörg Widmann - 2020, ECM
- Brahms - Le sonate per violino e pianoforte, con Miklós Szenthelyi - 1989, White Label
- Brahms - Le sonate per viola e pianoforte, con Pál Lukács - 1978, Hungaroton
- Brahms - I concerti per pianoforte e orchestra, con Orchestra of the Age of Enlightenment - 2021, ECM
- F.Mendelssohn - I concerti per pianoforte e orchestra, con Orchestra sinfonica della radio bavarese, diretta da Charles Dutoit - 1983, Decca
- W.A.Mozart - I concerti per pianoforte e orchestra, con Camerata Salzburg, diretta da Sándor Végh - 1995, Decca
- Mozart - Le sonate per pianoforte - 1981, Decca
- Mozart, Tutte le registrazioni mozartiane di András Schiff - 2015, Decca
- F.Schubert, Improvvisi/Momenti/Allegretto - 1998, Decca
- Schubert - Son. pf. (compl.)/Improvvisi/Momenti musicali/Danze tedesche - 1988/1993, Decca
- Schubert - Son. pf. (compl.)/Quint. La Trota/Momenti musicali D. 780 - 1983/1994, Decca
- Schubert - Son. pf. D. 958-960/Improvvisi D. 899 - 1990/1993, Decca
- Grandi pianisti del secolo XX - Vol. 88, 1999, Philips